# Ennomosia
Ennomosia é um gênero de mariposa pertencente à família Crambidae.